# Шкофліця
Шкофліця (словен. Škofljica) — поселення в общині Шкофліца, Осреднєсловенський регіон, Словенія.
Висота над рівнем моря: 305,2 м.